# Chris Whitten
Chris Whitten, né le 26 mars 1959, est un batteur de studio ayant joué entre autres pour Paul McCartney, Dire Straits pour leur dernière tournée en 1991-1992, Fredericks Goldman Jones pour l'album Rouge en 1993, Julian Cope et Edie Brickell & New Bohemians...& The Waterboys